# Schanskorf

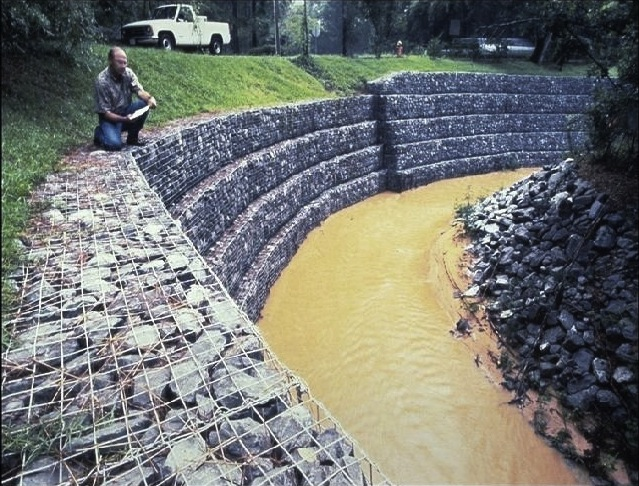
Schanskorven als oeverbescherming.

Een schanskorf (ook wel steenkorf of gabion) is een bouw- of landschapselement, bestaande uit een omhulling die volgestort wordt met zwaar, los materiaal, zoals grond, zand of steenachtige brokken.
De koven kunnen veelal los gestapeld worden, bijvoorbeeld tot een stapelmuur  Ze worden toegepast als tijdelijke versterking van fortificaties, als oeververdediging bij watergangen en als keermuur. Vanaf het begin van de 21e eeuw worden ze toenemend als decoratief element gebruikt in de tuin- en landschapsarchitectuur.

## Geschiedenis
Schanskorven hebben hun oorsprong in de middeleeuwen, toen ze bij militaire fortificaties gebruikt werden. Sinds de Tweede Wereldoorlog worden ze voornamelijk gebruikt als civieltechnische of bouwkundige constructie, zowel constructief als decoratief. Er zijn bronnen die melden dat Leonardo da Vinci de uitvinder is, maar dat is zeer twijfelachtig. Wel vermeldt hij in zijn verspreide waterloopkundige notities het gebruik van schanskorven ter versterking van oevers..

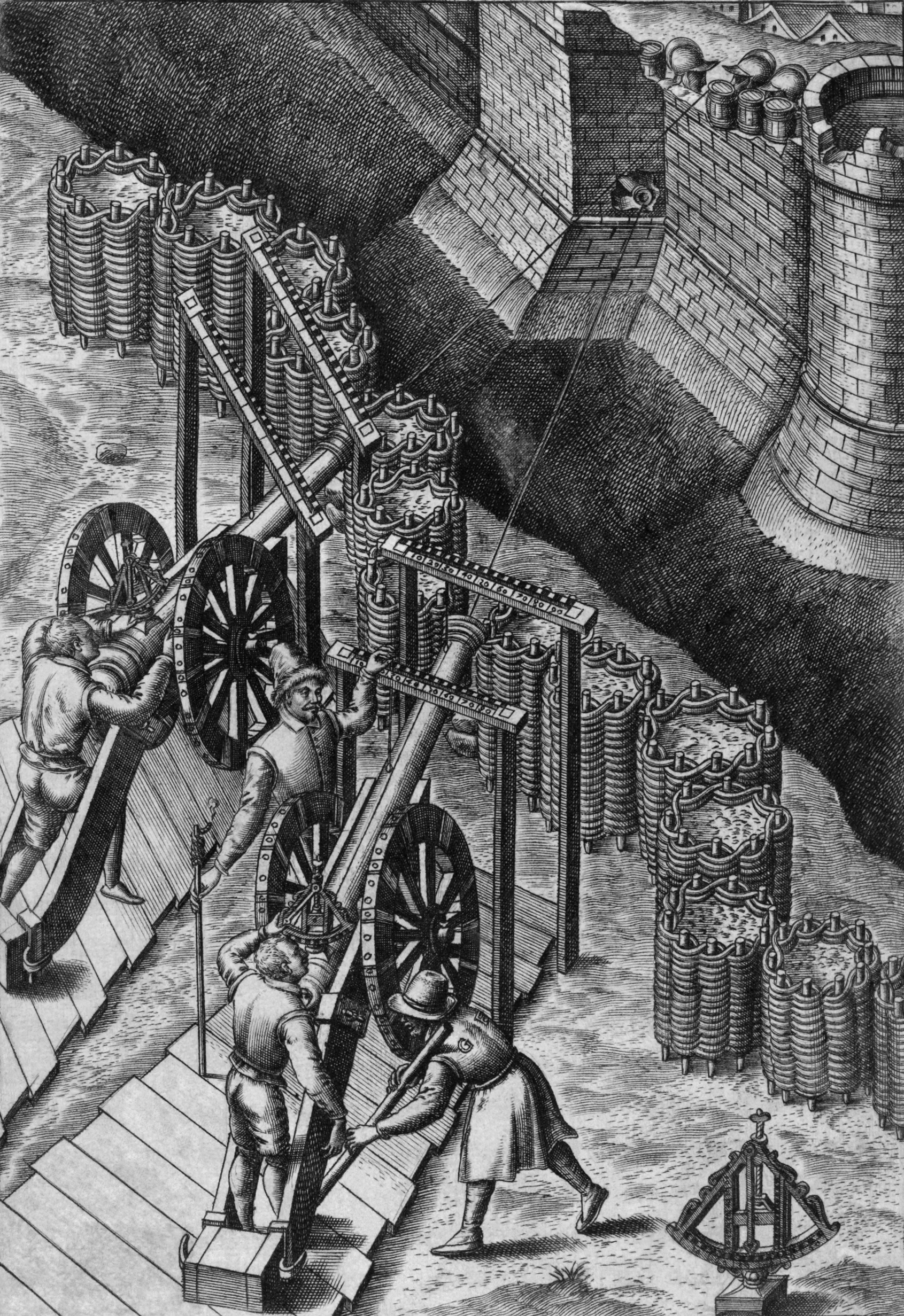
Schanskorven als bescherming voor kanonnen op een tekening uit de 16e eeuw.

De oorspronkelijke militaire schanskorven hadden de vorm van verstevigde cilindervormige manden met een open boven- en onderkant om snel eenvoudige fortificaties te bouwen. Ze konden bijvoorbeeld bestaan uit gevlochten biezen, riet of linnenweefsel en werden gevuld met aarde. De cilinders waren licht en een rondtrekkend leger kon ze relatief gemakkelijk naar het slagveld vervoeren. Om het transport nog te vergemakkelijken, maakte men schanskorven van verschillende diameters die in elkaar pasten. Op het slagveld werden ze vooral gebruikt als beschermende muur rond het geschut en de kanonniers.

### Naamgeving
Buiten het Nederlandse taalgebied wordt voor deze korf meestal het Italiaanse woord Gabbione (“grote mand”) of een variant daarvan gebruikt. In het Nederlandse taalgebied is het woord schanskorf vermoedelijk ingevoerd door Simon Stevin, die het onder andere gebruikt in zijn publicatie Castrametatio van 1617.

## Militair gebruik
Schanskorven worden nog steeds gebruikt voor militaire doeleinden, als een eerste fortificatie rond vooruitgeschoven basissen. Een muur van schanskorven kan relatief snel en goedkoop opgetrokken worden als bescherming tegen explosieven of mortier- en artilleriegeschut.  Tijdens de Krimoorlog ontstond er een tekort aan rijshout, waardoor men de schanskorven ging maken van metalen hoepels van hooibalen. Dit leidde uiteindelijk to het maken van speciale metalen hoepels en platen voor schanskorven.
Diverse legerkorpsen gebruiken schanskorven met een binnenkant van geotextiel voor het opzetten van bescherming. Deze korven zijn in 1989 ontworpen door de Brit Jimi Heselden (1948-2010) uit Leeds. Zijn schanskorven zijn intensief gebruikt in de oorlogen in Irak en in Afghanistan. Een innovatie uit deze oorlogen is een container met een set opgevouwen schanskorven, die automatisch uitvouwt als de container versleept wordt. Een voorbeeld zijn de schanskorfconstructies in het kamp Marmal bij Mazar-i-Sharif hieronder. Tussen de rijen tenten staan extra schanskorven die inslagen van mortiergranaten enigszins kunnen opvangen. In plaats van schanskorven worden ook big bags gebruikt.

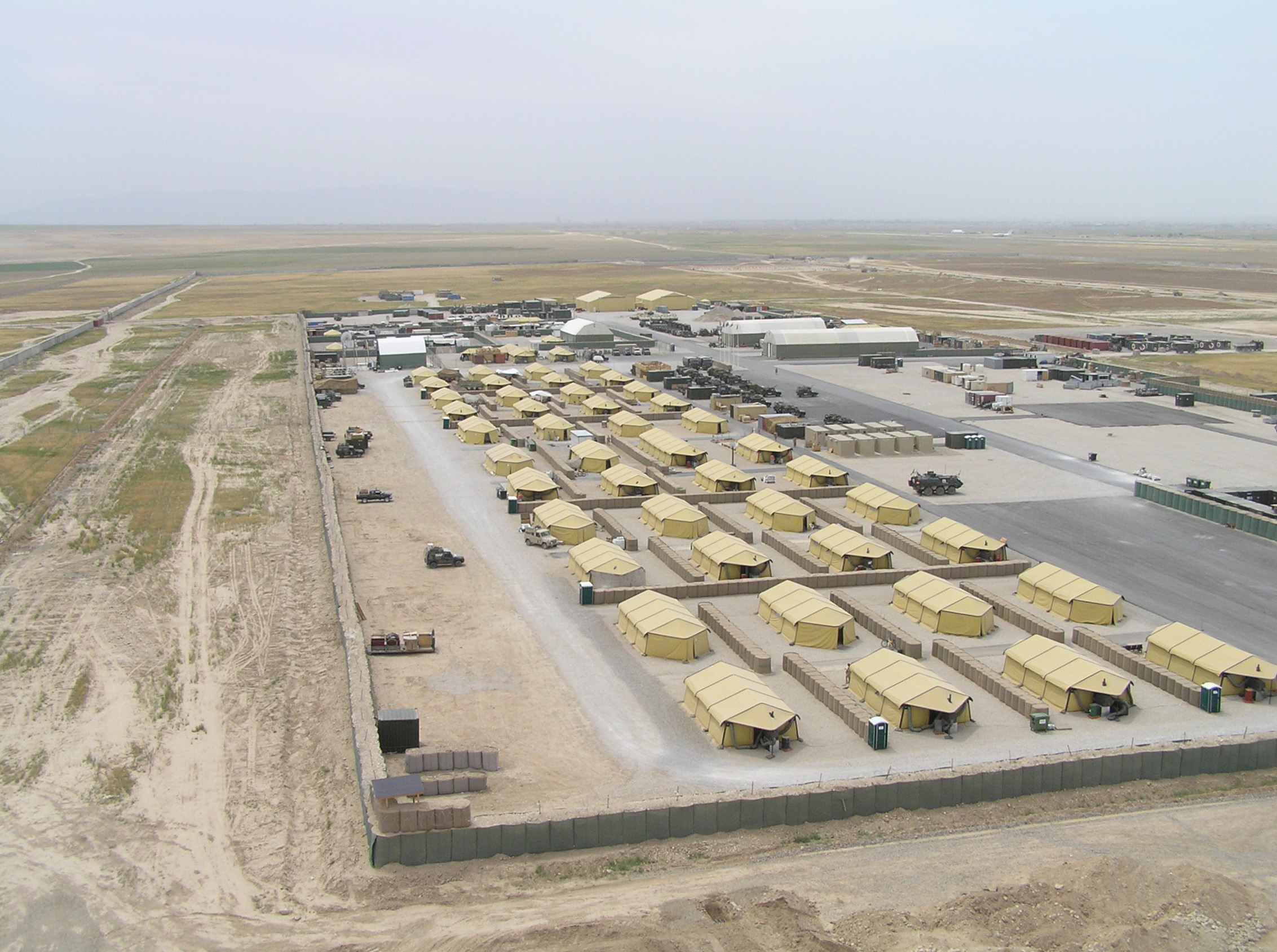
Schanskorven als buitenmuur en tussen de tenten  van kamp Marmal
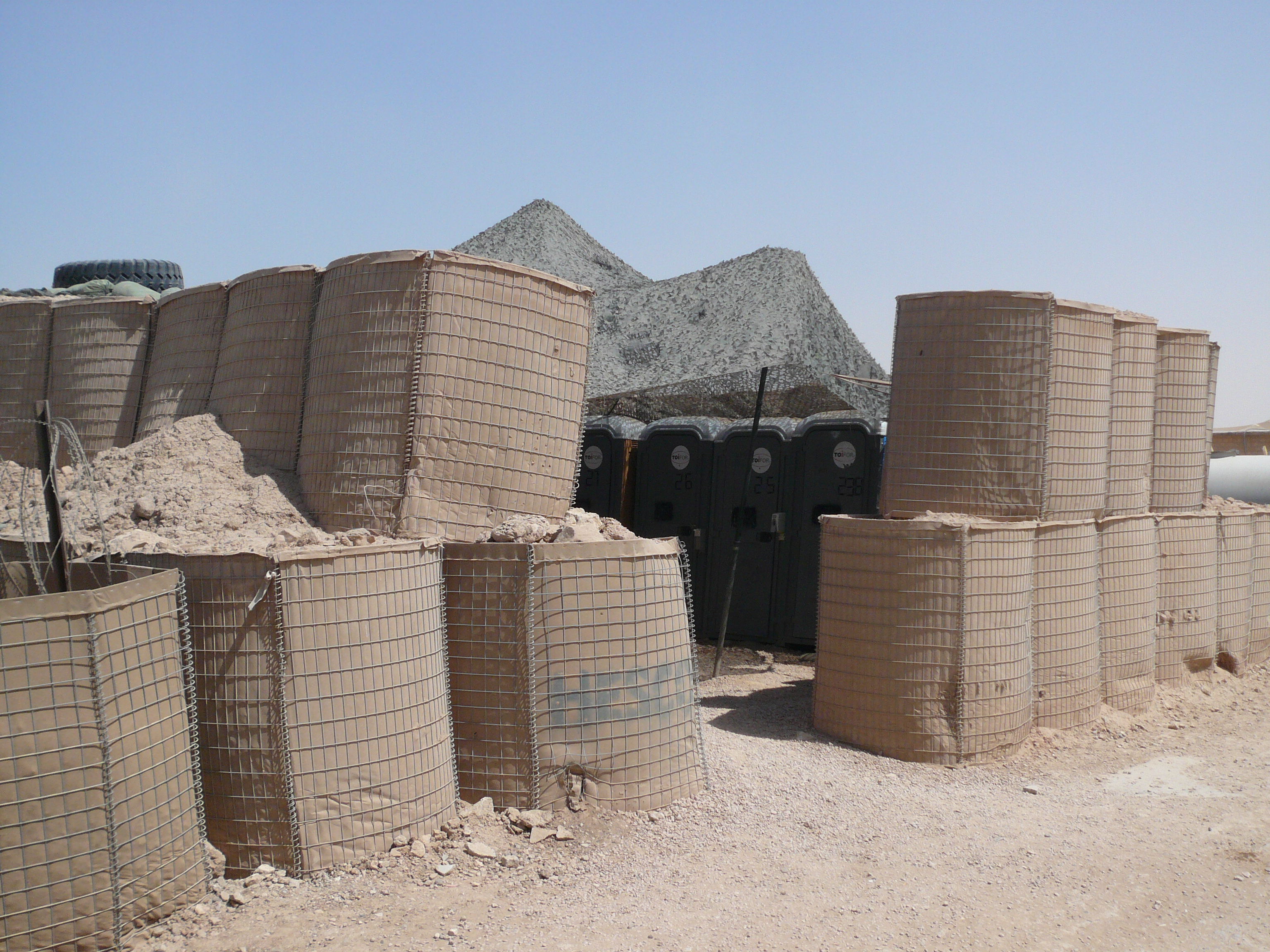
Schanskorven rond toiletten in een kamp in Irak

## Civiel gebruik

### Waterbouwkunde

#### Historie van waterbouwkundig gebruik van schanskorven
Aan het eind van de 19e eeuw werd in Sacerno in Italië door de smid Gaetano Maccaferri van het familiebedrijf van Raffaele Maccaferri een metalen schanskorf op basis van gaas ontwikkeld om oevers te beschermen.
In de nacht van 1 oktober 1893 veroorzaakte een uitzonderlijke overstroming van de rivier de Reno een doorbraak door de linkeroever en verlegde haar bedding. Op deze manier stroomde het water niet meer naar het kanaal en naar de sluis, maar overstroomde de omliggende velden op de rechteroever. Het waterschap kon zo'n gecompliceerde en kostbare interventie niet aan en vroeg de provincie Bologna om bijstand; aan het begin van het volgende jaar begonnen de noodreparaties met taluds gevormd door manden van ijzerdraad gevuld met stenen, geleverd door het bedrijf van Raffaele Maccaferri, die deze uitgevonden had, en het patent erop had.  Het project werd gepresenteerd op 12 januari 1894. Het contract voor de afsluitingswerken werd gewonnen door het bedrijf Ferdinando Bonora; op 22 juni 1894 werden de werken opgeleverd. Dit was de eerste grote toepassing van metalen schanskorven in de waterbouw. Het bedrijf van Maccaferri is jarenlang de facto de monopoliehouder geweest voor de metalen gaasschanskorven. In Nederland en België is er enige tijd concurrentie geweest van Bekaert.

#### Hedendaagse schanskorven
Een hedendaagse schanskorf bestaat uit een metalen of kunststof gaasnet dat wordt gevuld met steenachtige materialen. Het gaasnet is een korfconstructie van verschillende afmetingen, meestal gemaakt uit verzinkt of roestvast staal. Vanwege de kosten wordt hoofdzakelijk de verzinkte versie gebruikt. Als er een grote kans op corrosie is, wordt soms nog een aanvullende pvc-coating toegepast. Om de stevigheid van de korf te verzekeren zijn er meestal stalen tussenschotten aanwezig en zijn er dwarsverbindingen aangebracht om het uitbuiken tijdens het vullen of achteraf te voorkomen.
Voor de vulling kan in principe elk steenachtig materiaal gebruikt worden. De stenen kunnen los gestort of gestapeld worden. Veel gebruikte vullingen zijn natuursteen (bv graniet, porfier, grauwacke, basalt, kalksteen of leisteen) en gerecycleerd beton. Bij gebruik van een pvc-coating mag geen breuksteen gebruikt worden, omdat de scherpe randen van de steen de bekleding beschadigen. In dat geval moet (heel grof) grind of kiezelsteen gebruikt worden.
De aard van de gebruikte materialen maakt van schanskorven doorgaans een zeer duurzame investering. Bij toepassing aan de kust (golfslag en zout water) hebben schanskorven een beperkte levensduur; de pvc-coating is dan vaak niet afdoende. In die gevallen is een kunststof schanskorf een goede oplossing, maar de stijfheid kan dan een probleem zijn. In bijzondere situaties worden ook heel grote netten van staalkabels gebruikt in zogenaamde zakschanskorven. Deze zijn gevuld met grotere stenen als alternatief voor de zeer grote waterbouwsteen. Bij de sluiting van het Saemangeum-estuarium in Korea zijn dergelijke zak-schanskorven gebruikt.

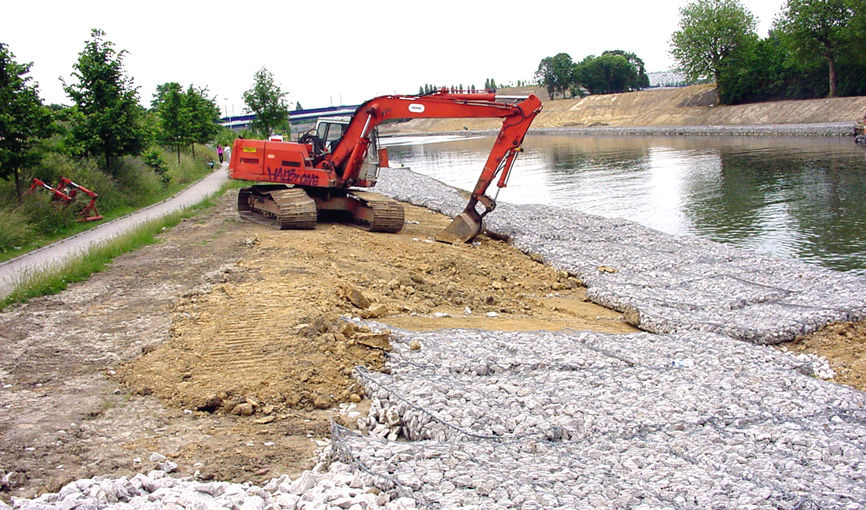
Schanskorven als oeverbescherming bij de Sivadeule in Frankrijk
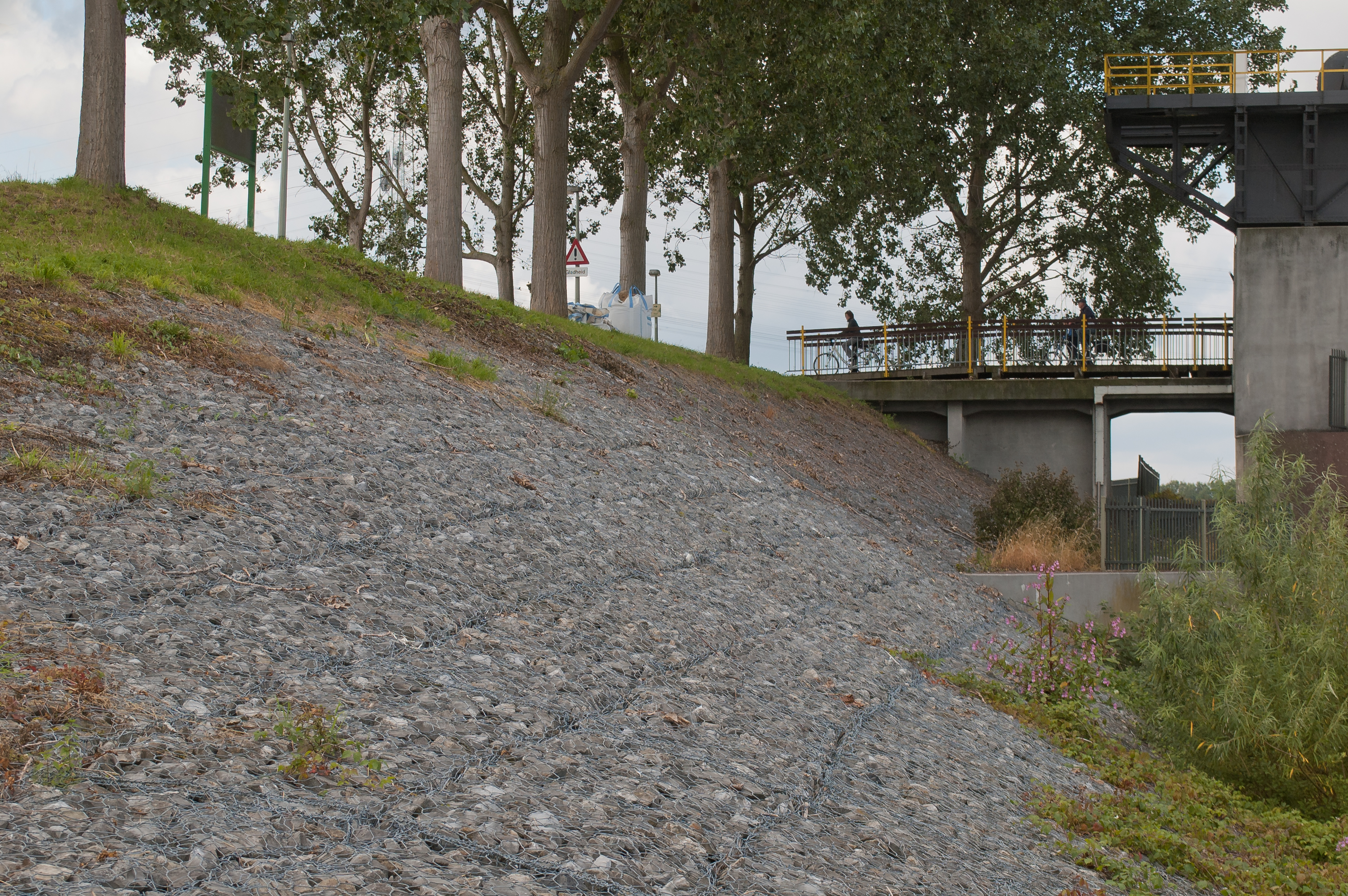
Schanskorven bij de stuw van Linne
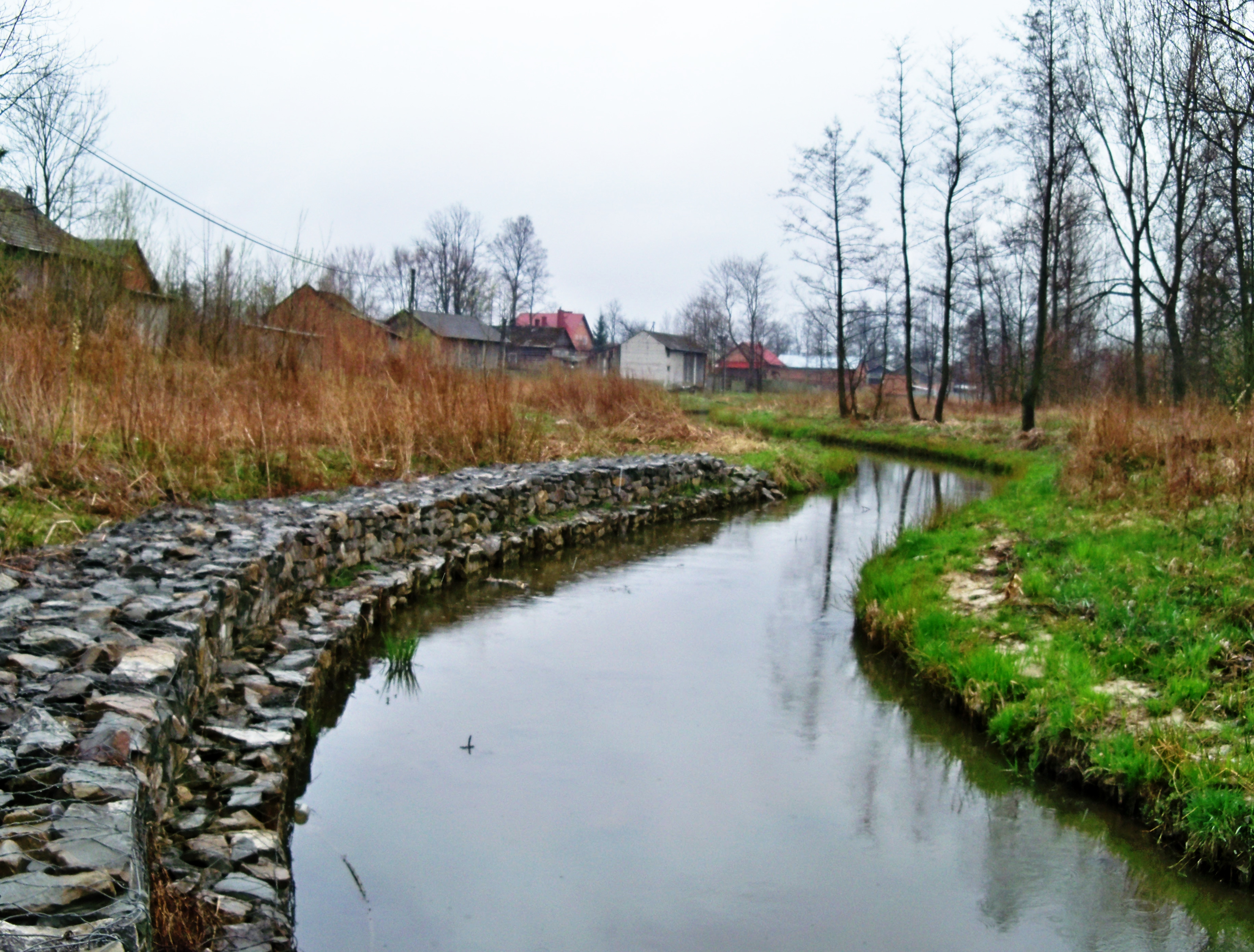
Schanskorven langs de Trzebośnica in Polen
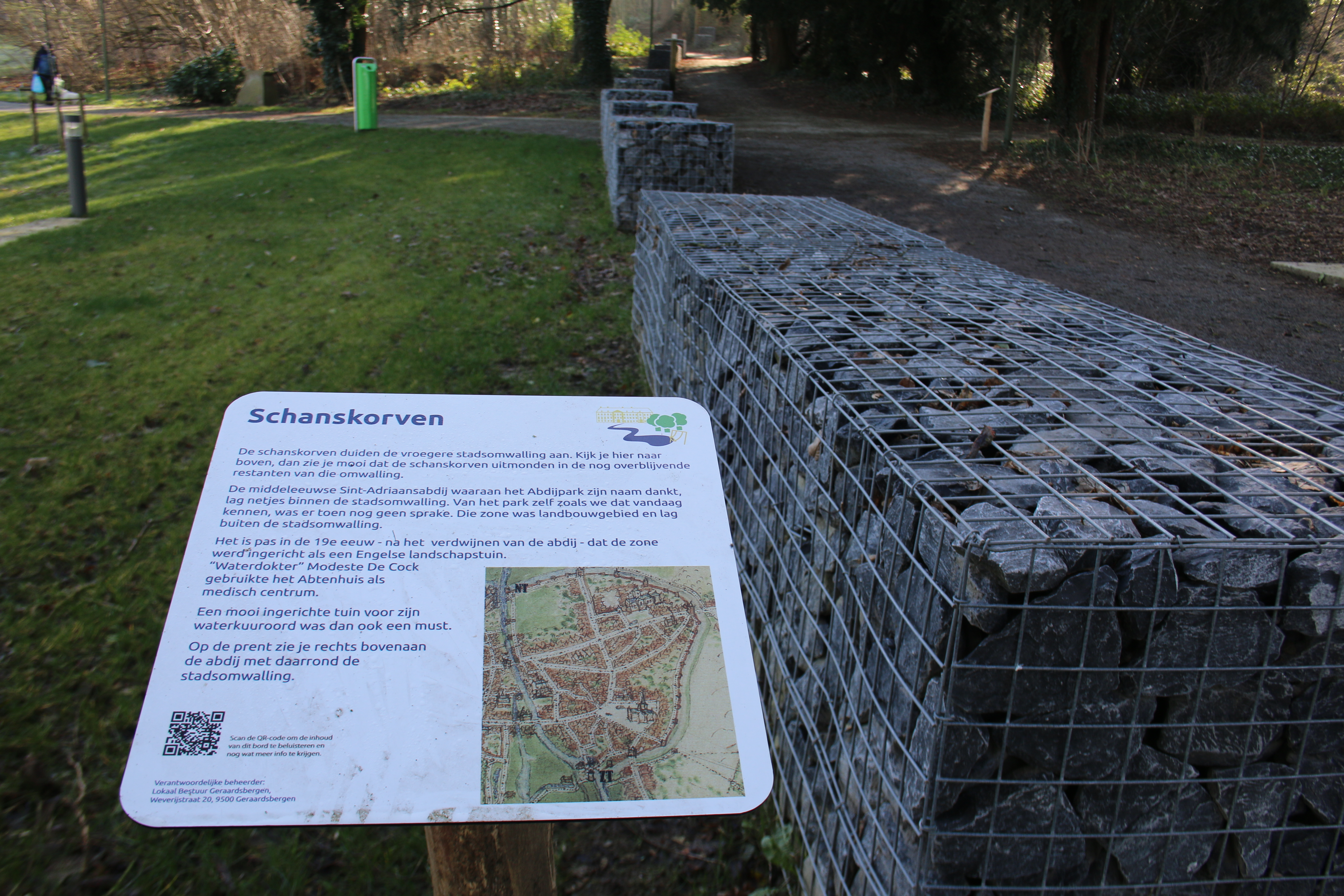
Schanskorven in het park van de Sint-Adriaansabdij van Geraardsbergen

Over het algemeen wordt een schanskorf gezien als een natuurvriendelijke vorm van oeverbescherming. Het is dan wel noodzakelijk dat er een goede interactie mogelijk is tussen het leven in het water en het leven op het land. Een oplossing zoals hieronder in de rivier de Yauza is daarom ook niet aan te bevelen. 

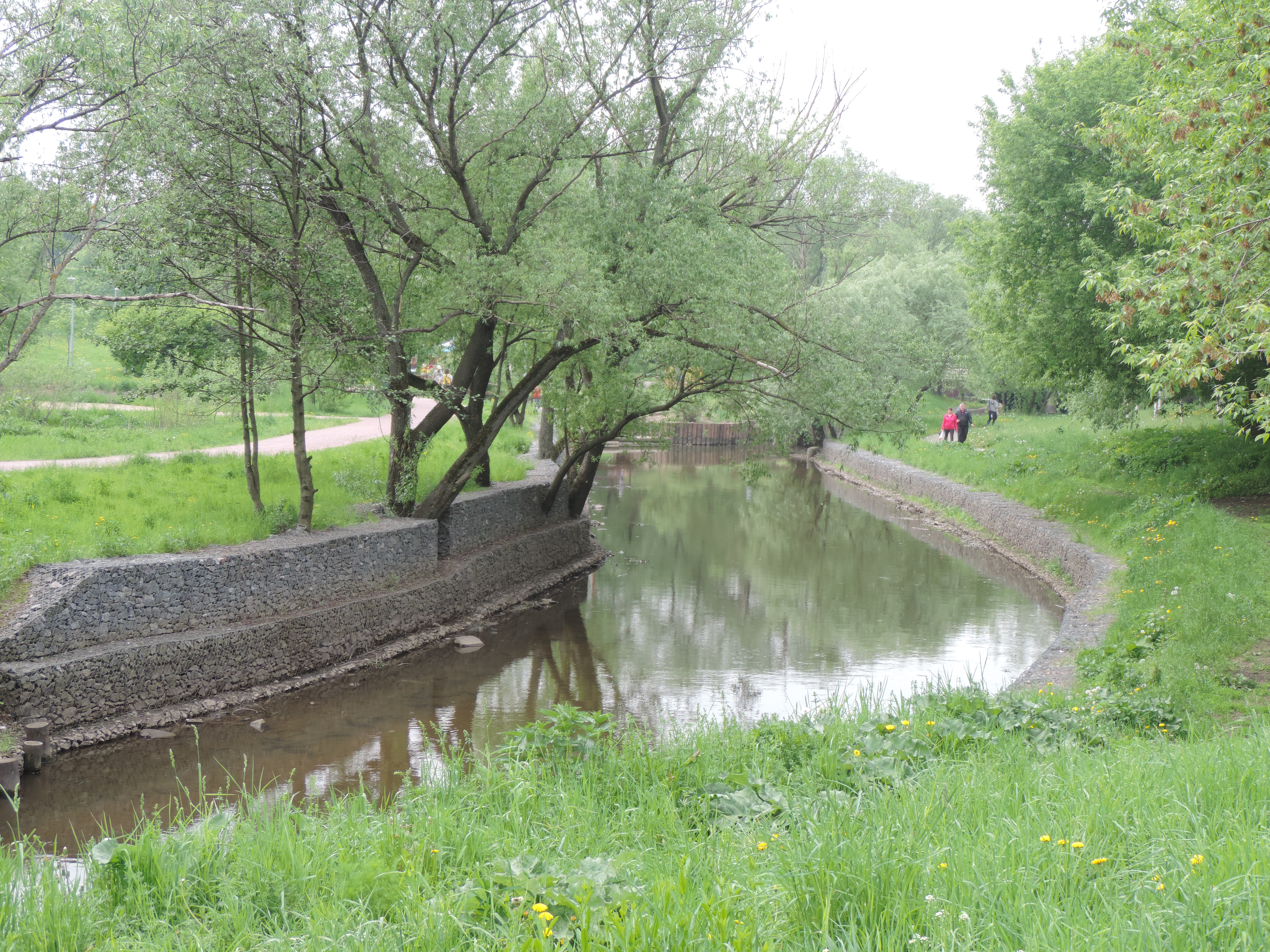
De Yauza Rivier bij Moskou
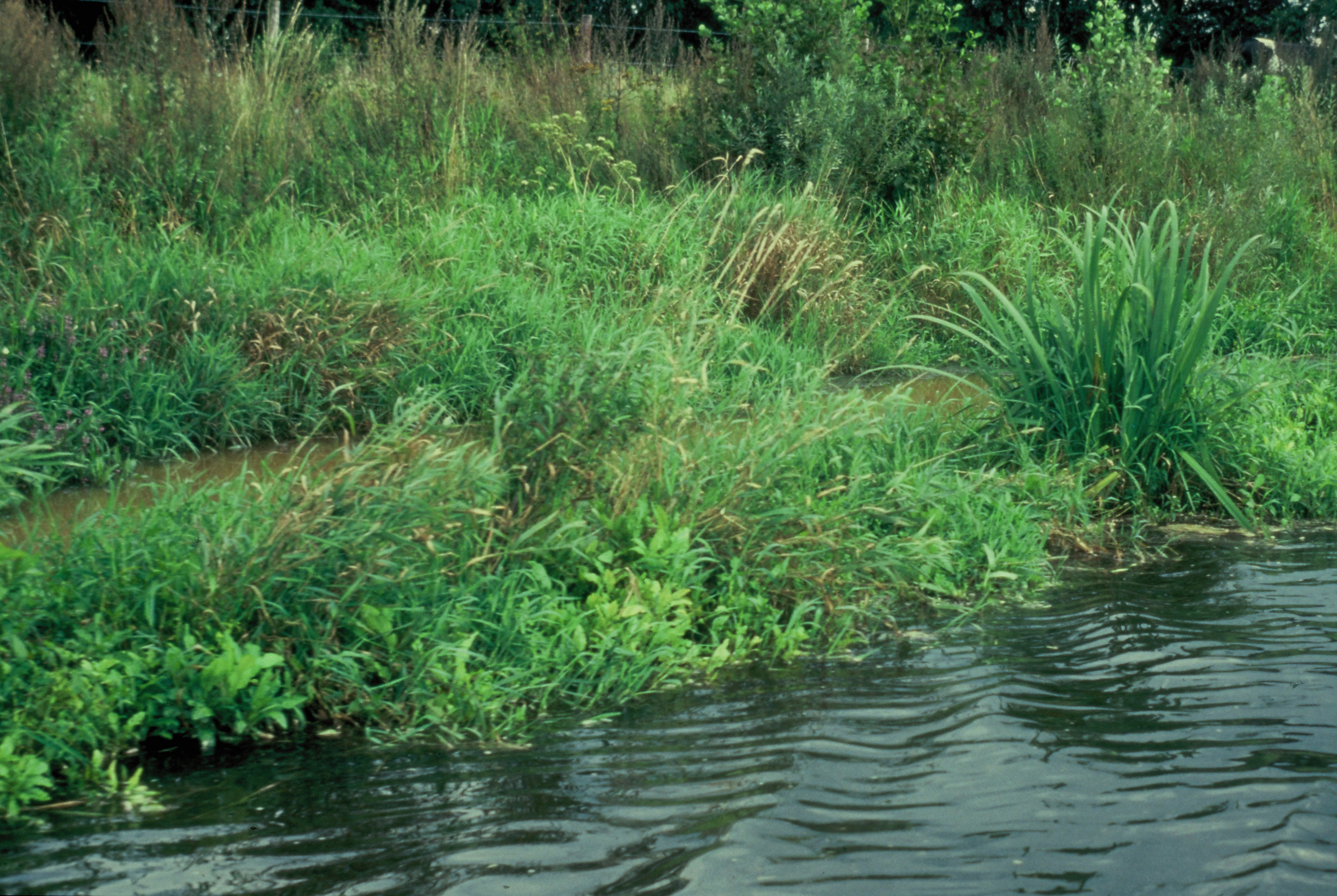
Schanskorven als plasberm bij Hardenberg

### Constructief element
Schanskorven werden oorspronkelijk ook gebruikt als gestapelde keermuur in bergen, waar de vulstenen in grote aantallen van nature aanwezig zijn. Sinds ongeveer 1980 worden ze aangewend voor diverse toepassingen in de civiele techniek  als onderdeel van een taludbescherming, geluidswallen en grondkeringen. Hierbij worden één- of meerlaagse schanskorven gebruikt als ballast op de onderliggende constructie. De schanskorf zorgt zo voor bescherming tegen erosie, uitspoeling of afschuiving van het onderliggend materiaal.
Schanskorven worden soms ook aangewend in de constructie van gebouwen

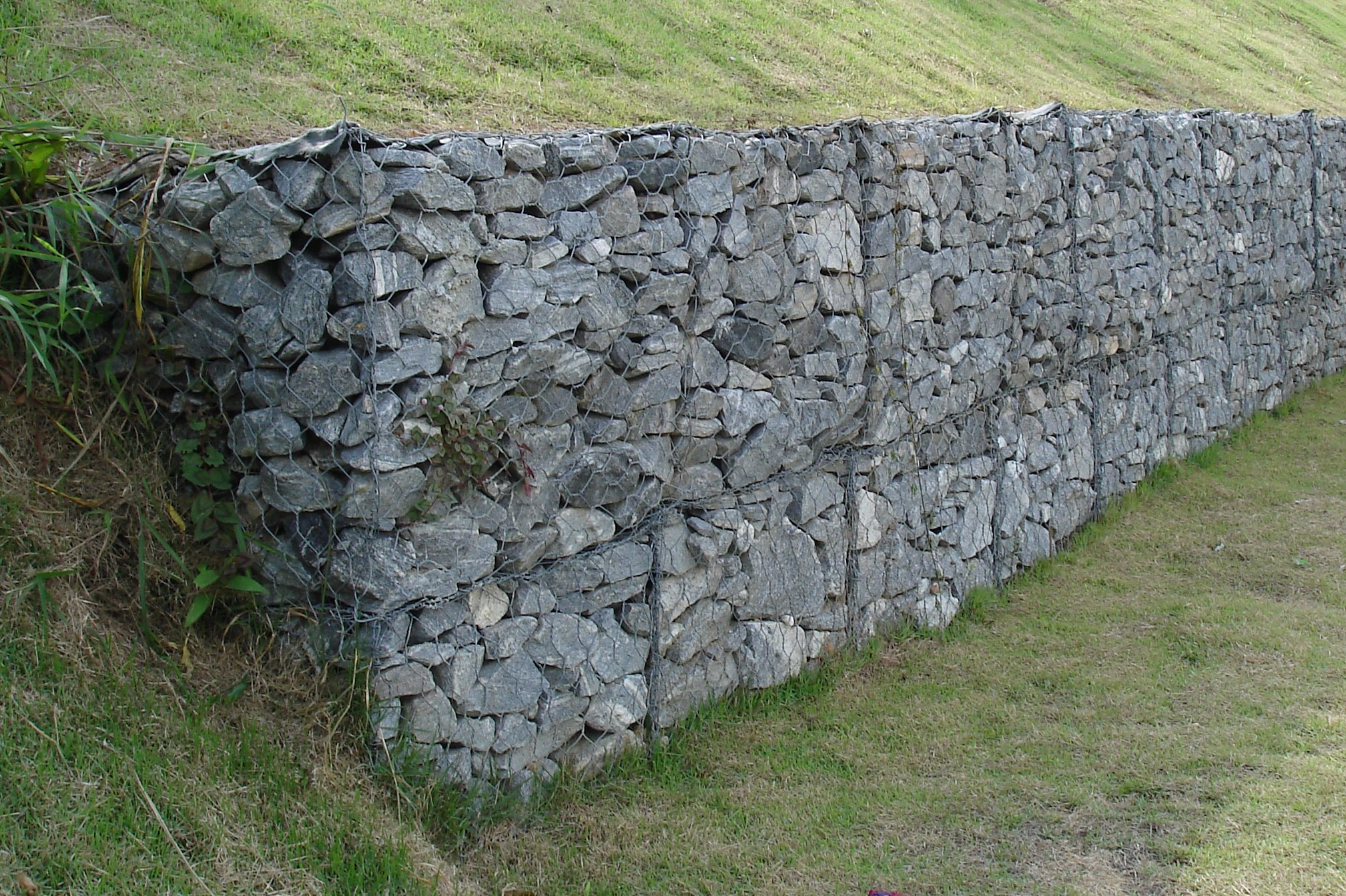
Schanskorven als grondkering
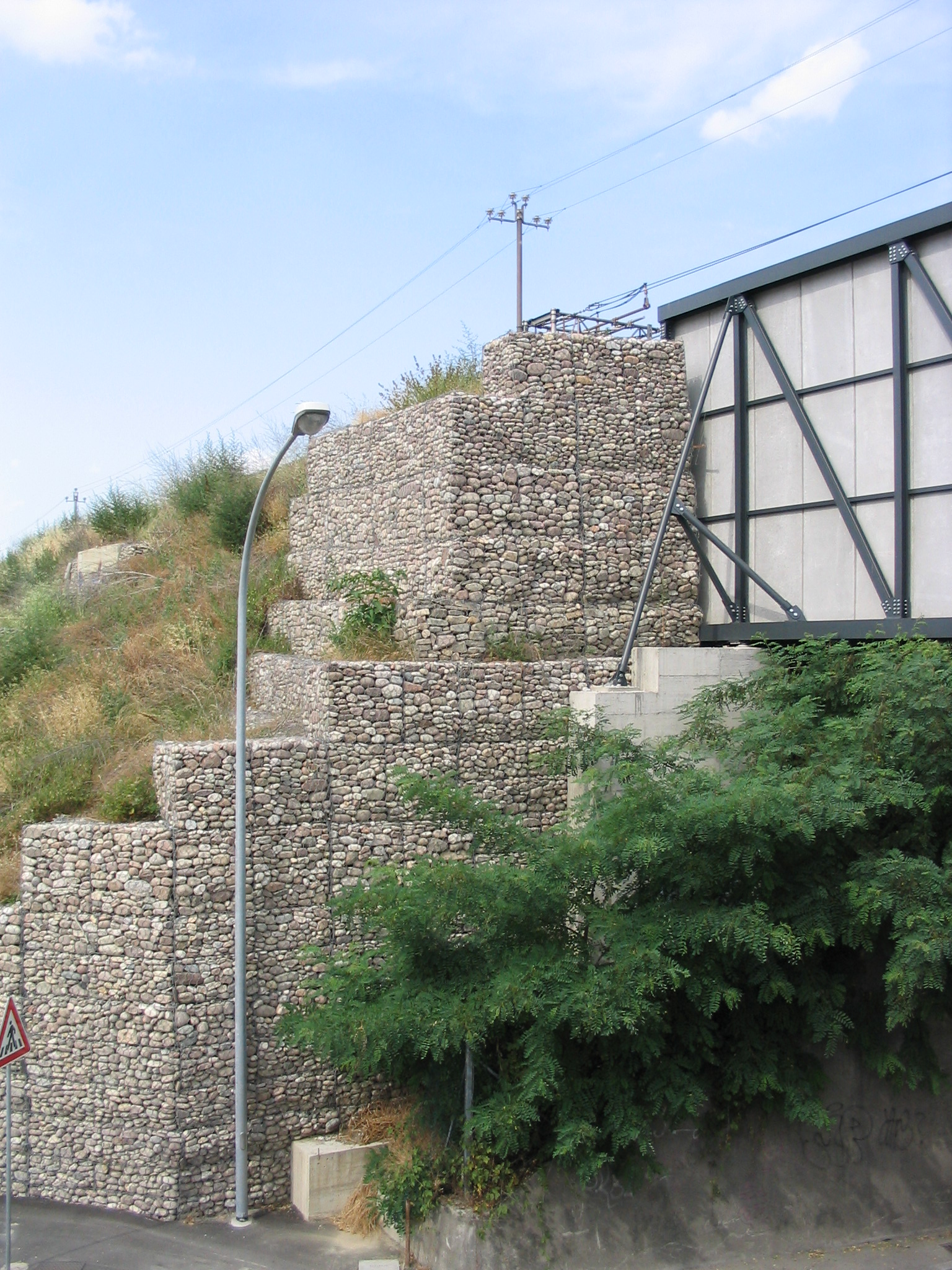
Schanskorven als taludkering

### Decoratief element
Schanskorven worden sinds 2000 steeds meer toegepast in de steden- en landschapsbouw. Ook voor toepassingen als gevelbekleding, erfafscheiding of als een losstaand decoratief object zoals een zitbank of als beveiliging tegen ramkraak worden schanskorven aangewend. Naast de esthetische voordelen is de flexibiliteit vaak een voordeel (ze zijn niet erg gevoelig voor ongelijkmatige zettingen van de ondergrond). Ook zijn ze minder gevoelig voor graffiti en vervuiling.

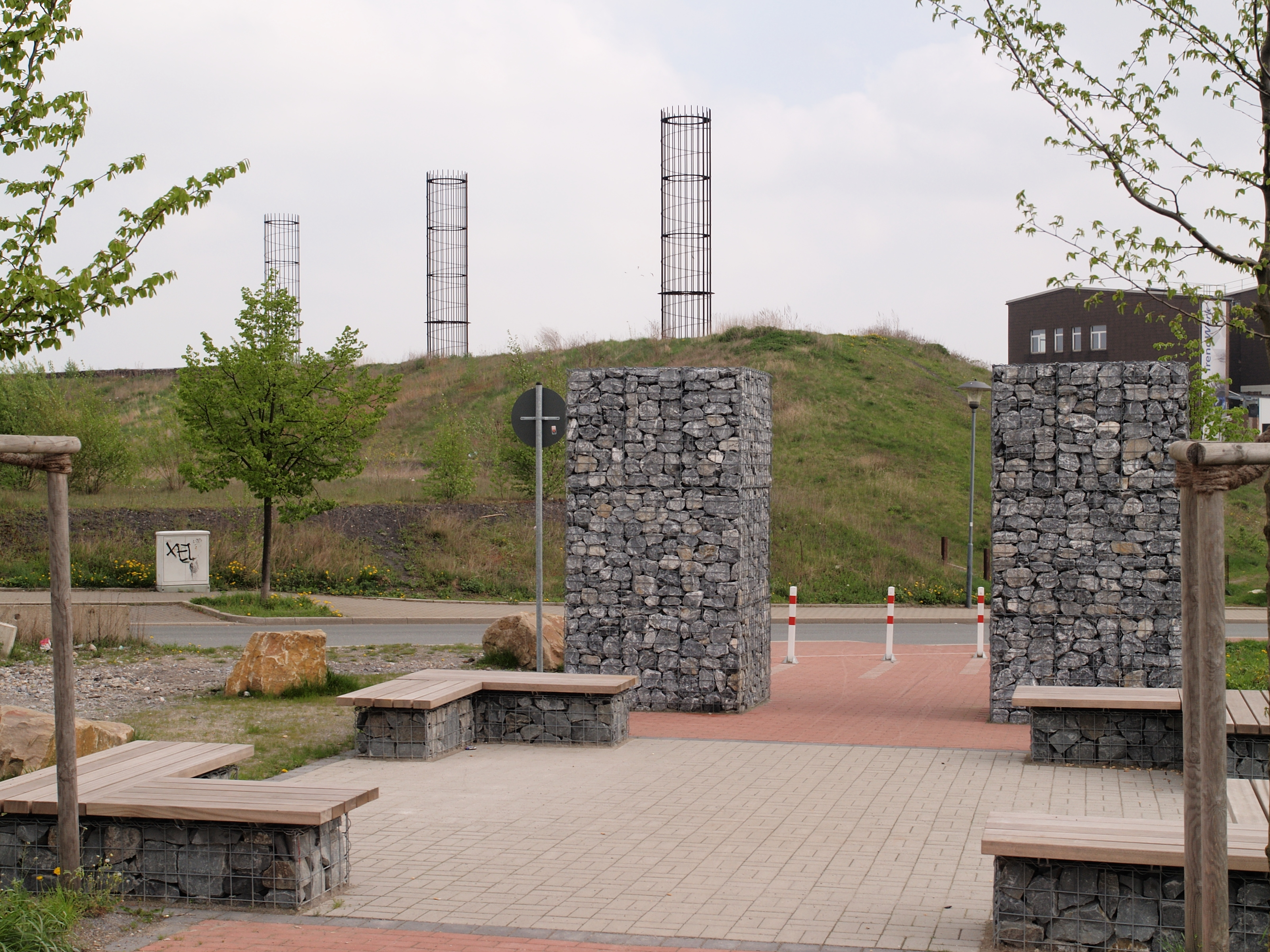
Decoratieve elementen in Lothringen

### Milieu
De meeste schanskorven worden als milieu- en natuurvriendelijk beschouwd. De gebruikte materialen zijn duurzaam en alle onderdelen (staal en steen) zijn volledig en eenvoudig te recycleren. Bij het gebruik van kunststof schanskorven is dat niet altijd zeker. Daarnaast passen steenkorven door hun natuurlijke uitstraling meestal goed in hun omgeving en gaan er soms letterlijk in op als flora en fauna zich er optimaal in kunnen nestelen. Voor reptielen zijn de huidige standaard schanskorven ongeschikt als ze niet of nauwelijks zijn begroeid. Ze fungeren wel als zonplaats en verstopplaats maar voor overwintering zijn ze dan ongeschikt omdat water en wind vrij spel hebben. Begroeiing is voor hagedissen belangrijk omdat dit insecten trekt hetgeen hun voedsel vormt. Door aanpassingen kunnen schanskorven wel verbeterd worden en in combinatie met andere kunstmatige stenige en zandige biotopen kan een geschikt leefgebied gecreëerd worden. In Maastricht is in het kader van het Plan Belvédère in 2013 de ingang van een parkeergarage aan de Cabergerweg over een aanzienlijk deel afgewerkt met schanskorven tot een zogenaamde ‘ecomuur’ voor de muurhagedis.

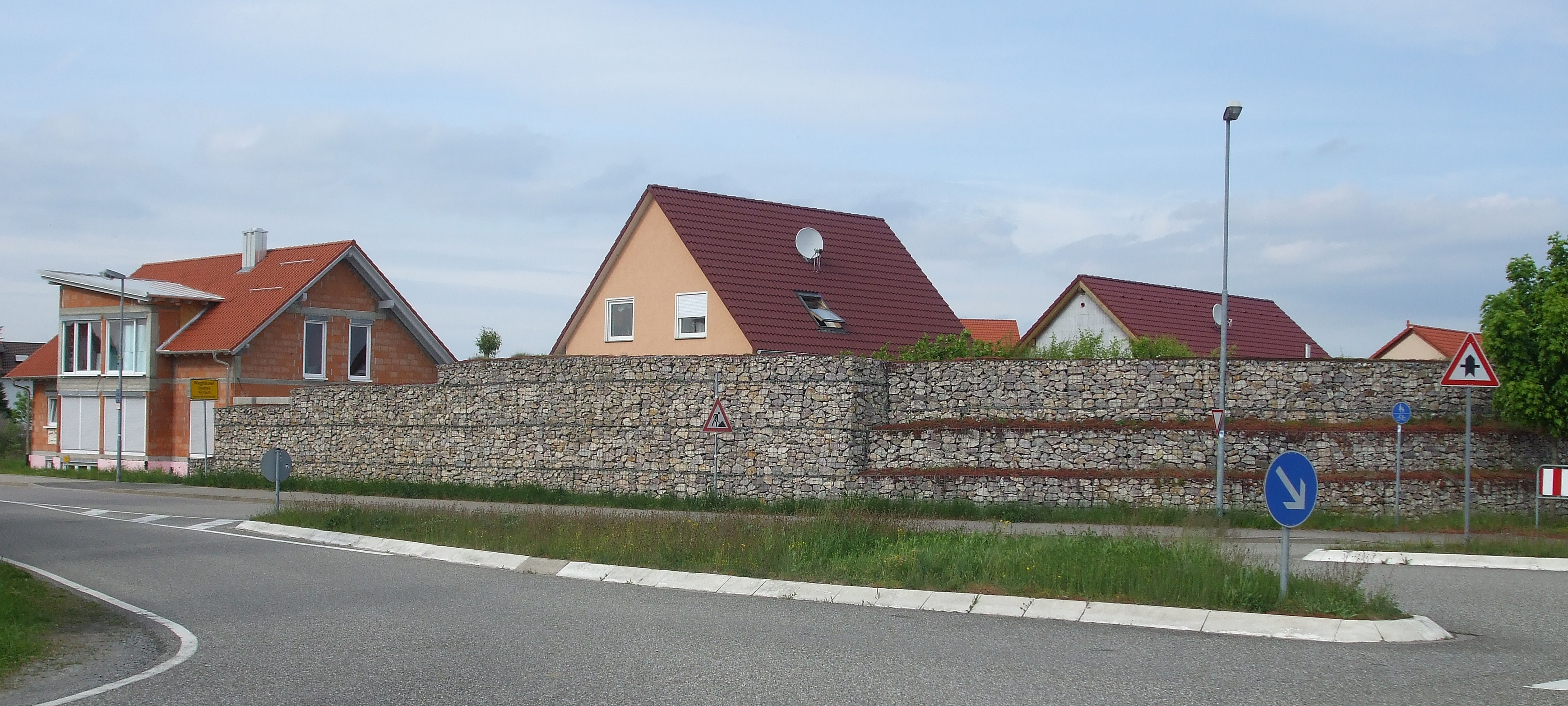
Schanskorven als geluidswal

Schanskorven worden ook veel gebruikt als geluidswal; door de open, maar zware constructie kan veel geluid gedempt worden bij gebruikmaking van een vrij klein grondoppervlak. Verder wordt wel geclaimd dat schanskorven ook stikstofoxiden en fijn stof afvangen, zodat de concentraties in de buitenlucht afnemen. Goed wetenschappelijk onderzoek hiernaar is nog niet beschikbaar.
Bij gebruik in oevers van watergangen, waarbij de schanskorven permanent in (stilstaand) water staan, kan er een probleem ontstaan door uitloging van de zink-coating. Schanskorven worden verzinkt om corrosie tegen te gaan.